# Anjanhalli, Gangawati
Anjanhalli là một làng thuộc tehsil Gangawati, huyện Koppal, bang Karnataka, Ấn Độ.